# Бориславський туристичний інформаційний центр
Бориславський туристичний інформаційний центр —  (скорочено Бориславський ТІЦ, або ТІЦ Борислава) міський центр, куди зможе завітати турист, щоб більше дізнатися про історію нафтового міста та сформувати маршрут своєї екскурсії, а також місце де надається інформація про туристично-рекреаційні можливості, в тому числі місця, ресурси обраного туристами регіону.

## Туристичний логотип міста Борислав
«Агенція туристичних ініціатив» презентувала логотип і слоган міста Борислав, а також маркетингову стратегію розвитку туризму. Нова айдентика робить наголос на нафтовидобувній діяльності міста. А як нову туристичну ідею автори стратегії пропонують розвивати відпочинок для сімей з дітьми.
На новому логотипі міста зображена буква Б у вигляді вишки для викачування нафти, а слоган звучить: «Все почалося з нафти». Логотип розробили дизайнери Дмитро Растворцев та Олег Білий, який є також автором логотипу сусіднього Дрогобича.
На даний час його обслуговуванням та модерацією займається ТІЦ Борислава.

## Основні туристичні локації Бориславської ТГ
- Аптека-музей Йогана Зега
- Бориславський міський парк культури та відпочинку
- Музей-скансен "карпатська хата"
- Будинок кішок
- Історико-краєзнавчий музей міста Борислав
- Буковиця
- Крутогір